# Gillersheim

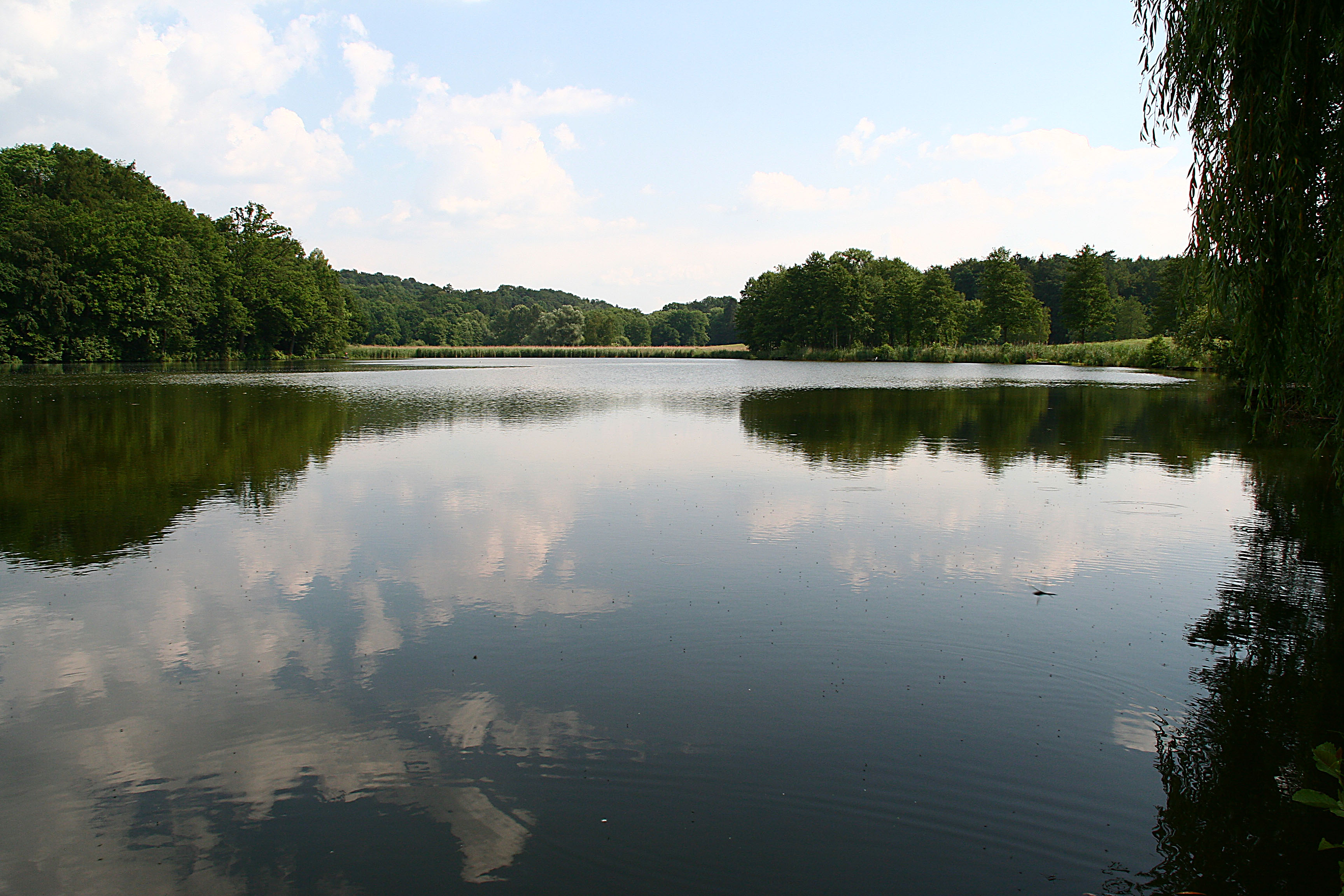
Thiershäuser Teiche

Gillersheim ist eine Ortschaft mit 970 Einwohnern im südlichen Niedersachsen. Gillersheim gehört zur Gemeinde Katlenburg-Lindau und damit zum Landkreis Northeim. Mit einer Ausdehnung von 18,91 km² ist Gillersheim flächenmäßig die größte Ortschaft in der Gemeinde, gemessen an der Einwohnerzahl die drittgrößte.
Die Einwohner werden scherzhaft auch „Kuckucks“ genannt, wobei die genaue Herkunft und Bedeutung dieses Spitznamens unklar ist. Der Ort feierte im Jahr 2005 sein 900-jähriges Bestehen und ist bekannt durch seine zahlreichen Vereinsaktivitäten sowie seine Freiwillige Feuerwehr. Die Ortschaft hat bereits mehrfach mit Erfolg an dem Wettbewerb „Unser Dorf soll schöner werden – Unser Dorf hat Zukunft“ teilgenommen.

## Geografie
Etwa zwei Kilometer südlich von Gillersheim liegt das Erholungs- und Naturschutzgebiet „Thiershäuser Teiche“ und gleich östlich beginnt das Naturschutzgebiet Rhumeaue/Ellerniederung/Gillersheimer Bachtal.

## Geschichte
Erstmals urkundlich erwähnt wurde der Ort im Jahre 1105 unter dem Namen Geldrikesen. Dies geschah im Rahmen einer gefälschten Urkunde, die Erzbischof Ruthard von Mainz am 11. November 1105 in Katlenburg ausstellte. In dieser Schrift bestätigte er die Gründung des Klosters Katlenburg, welche Graf Dietrich von Katlenburg auf seiner Burg errichtete und mit zahlreichen Gütern ausstattete. Zu dieser Zeit unterstand Gillersheim der Hoheit der Grafschaft Northeim, welche den Ort als Allod zu ihrem Besitz zählte. Die schriftlichen Quellen sprechen dabei von alii compagenses, welches eine Rückführung auf die Grafen von Northeim vermuten lässt. Im 14. Jahrhundert unterstand der Ort dem Fürstentum Grubenhagen, die Herzöge, Ernst, Wilhelm und Johann verkauften am 6. März 1323 auf Wiederkauf dem Hildesheimer Bischof Otto unter anderem das Dorf Gillersheim, Wollbrechtshausen, die Grafschaft Westerhof und das Gericht von Berka. Knapp 350 Jahre später suchte eine Feuersbrunst den Ort heim, 32 Häuser wurden, neben der Feldmark des ehemaligen Dorfes Wollbrechtshausen Opfer der Flammen. Ein Teil der Bewohner Wollbrechtshausens zog nach Gillersheim. In den Folgejahren kam es allmählich zu einer Erholung. So zählte man in Gillersheim, welches zu der damaligen Zeit Bestandteil des Amtes Katlenburg-Lindau und der dazugehörigen Vogtei Katlenburg 1848, mit der örtlichen Angermühle, insgesamt 812 Einwohner, die sich auf 138 Häuser verteilten. Zu Beginn des 19. Jahrhunderts unterstellte man das Dorf dem Kanton Northeim, welcher Teil des Distrikt Göttingens war. Das damalige lutherische Pfarrdorf besaß, in seinen 121 Wohnhäusern, 630 Einwohner.
Im Zuge der Gebietsreform in Niedersachsen verlor die Gemeinde Gillersheim am 1. März 1974 ihre politische Selbständigkeit und wurde in die neue Gemeinde Katlenburg-Lindau eingegliedert.

## Politik

### Ortsrat
Der Ortsrat von Gillersheim setzt sich aus 11 Ratsmitgliedern der folgenden Parteien zusammen:
- SPD: 7 Sitze
- CDU: 4 Sitze

(Stand: Kommunalwahl 2021)

### Ortsbürgermeister
- Ortsbürgermeister: Uwe Lebensieg (SPD)
- 1. stellv. Ortsbürgermeister: Gardi Müller (CDU)
- 2. stellv. Ortsbürgermeisterin: Alexandra Ehrlich (SPD)

(Quelle:)

### Wappen
| Wappen von Gillersheim | Blasonierung: „Im gespaltenen Schild vorn in Rot ein halber silbern bewehrter schwarzer Adler am Spalt, hinten in Silber ein grüner Eichenzweig mit zwei goldenen Eicheln.“ |
| Wappen von Gillersheim | Wappenbegründung: Gillersheim gehörte zum Amt Katlenburg. Es besitzt einen ausgedehnten Waldbezirk, der für den Ort von großer wirtschaftlicher Bedeutung ist. Auf das Amtswappen ist zurückgegriffen, weil sonstige heraldisch zu verwendende Eigentümlichkeiten des Ortes nicht bekannt sind. Das Wappen wurde in seinem vorderen Felde heraldisch unkorrekt angefertigt (Siehe: Tingierung – Heraldische Farbregeln). |

## Kultur und Sehenswürdigkeiten
Sehenswürdigkeiten stellen die 1853 erbaute Kirche Gillersheim, die Wüstung Leisenberg mit Kirchenruine sowie die Hügelgräber in den ausgedehnten Waldgebieten Gillersheims dar.

### Baudenkmale
- In der Liste der Baudenkmale in Katlenburg-Lindau sind für Gillersheim sechs Baudenkmale aufgeführt.

## Persönlichkeiten
Personen, die mit dem Ort in Verbindung stehen
- Frauke Heiligenstadt (* 1966), Politikerin (SPD), Bundestagsabgeordnete und ehemalige Niedersächsische Kultusministerin, wohnt in Gillersheim